# Stadt- und Landgericht Bernburg
Das Stadt- und Landgericht Bernburg war von 1847 bis 1850 eine Gerichts- und Verwaltungseinheit im Herzogtum Anhalt-Bernburg mit Sitz in Bernburg.

## Geschichte
Im Jahr 1847 wurde das Stadt- und Landgericht Bernburg als „Untergericht mit kollegialischer Verfassung“ und erweiterten Befugnissen gebildet. Es übernahm die Aufgaben die Justizämter Bernburg, Plötzkau und Mühlingen sowie des Stadtgerichts Bernburg. Das Stadt- und Landgericht war sowohl Gericht erster Instanz als auch Verwaltungsbehörde. Als Appellationsgericht diente die herzogliche Regierung in Bernburg.

## Neuorganisation 1849/50
Mit der Märzrevolution war eine umfassende Verwaltungs- und Justizreform verbunden. Die Trennung der Rechtsprechung von der Verwaltung wurde eingeführt und die Patrimonialgerichte abgeschafft. Die Verwaltungsaufgaben übernahmen die Kreisämter und die Gerichtsfunktionen die Kreisgerichte und Kreisgerichtskommissionen. Für die Justiz entstand so das Kreisgericht Bernburg. Dieses war dem Oberlandesgericht Dessau in zweiter und dem Preußische Obertribunal als letzter Instanz nachgeordnet. Die Verwaltungsaufgaben übernahm das Kreisamt Bernburg.